# Witness (álbum de Blessthefall)
| Críticas profissionais | Críticas profissionais |
| Avaliações da crítica  | Avaliações da crítica  |
| Fonte                  | Avaliação              |
| ---------------------- | ---------------------- |
| AbsolutePunk.net       | (83%)                  |
| Allmusic               | [ 2 ]                  |
| BRING.ON.MIXED         | [ 3 ]                  |
| Sputnikmusic           | [ 4 ]                  |

Witness é o segundo álbum de estúdio da banda americana de post-hardcore Blessthefall. Foi lançado em 6 de Outubro de 2009, pela Fearless Records. É o primeiro álbum da banda com o vocalista Beau Bokan e o último com o guitarrista Mike Frisby. O álbum foi co-produzido com o baterista do There for Tomorrow, Christopher Kamrada.
A música "God Wears Gucci" foi lançada no MySpace e iTunes em 11 de Agosto de 2009, e é a terceira música do álbum lançada, juntamente com "To Hell and Back" e "We'll Sleep When We're Dead". Em 9 de setembro a banda enviou uma nova faixa em seu Myspace, intitulada "What's Left of Me". O álbum inteiro foi streaming na sua página no MySpace até 06 de Outubro de 2009. O álbum foi lançado para venda nos Estados Unidos em 6 de Outubro de 2009, com uma data de lançamento europeia programada para 26 de Outubro, à frente de sua turnê europeia em apoio do álbum. Witness vendeu 11.000 cópias em sua primeira semana, e assim estreou em número #56 na Billboard 200 e em número #6 na parada Top Independent Albums.
A música "Hey Baby, Here's That Song You Wanted" foi lançada como conteúdo para download para o Rock Band no Xbox 360. A música "To Hell and Back" foi destaque na trilha sonora de celular da Ubisoft Splinter Cell: Conviction. A música e o trailer do jogo foi lançado em todo o início de Abril de 2010. As músicas "God Wears Gucci" e "To Hell and Back" são faixas para download no jogo do iOS Tap Tap Revenge 4.

## Faixas
| N.º            | Título                                      | Duração |  |
| 1.             | "2.0"                                       | 1:00    |  |
| 2.             | "What's Left of Me"                         | 3:30    |  |
| 3.             | "To Hell and Back"                          | 3:18    |  |
| 4.             | "God Wears Gucci"                           | 3:53    |  |
| 5.             | "Hey Baby, Here's That Song You Wanted"     | 3:28    |  |
| 6.             | "Witness"                                   | 3:13    |  |
| 7.             | "Last Ones Left"                            | 2:51    |  |
| 8.             | "Five Ninety"                               | 3:50    |  |
| 9.             | "We'll Sleep When We're Dead"               | 4:11    |  |
| 10.            | "Skinwalkers"                               | 3:58    |  |
| 11.            | "You Deserve Nothing & I Hope You Get Less" | 3:36    |  |
| 12.            | "Stay Still"                                | 4:10    |  |
| Duração total: | Duração total:                              | 41:00   |  |

## Créditos
- Beau Bokan – Vocal, Teclados
- Eric Lambert – Guitarra Principal, Vocal de Apoio
- Mike Frisby – Guitarra Base
- Jared Warth – Baixo, Berros, Programação
- Matt Traynor – Bateria, Percussão